# Iași

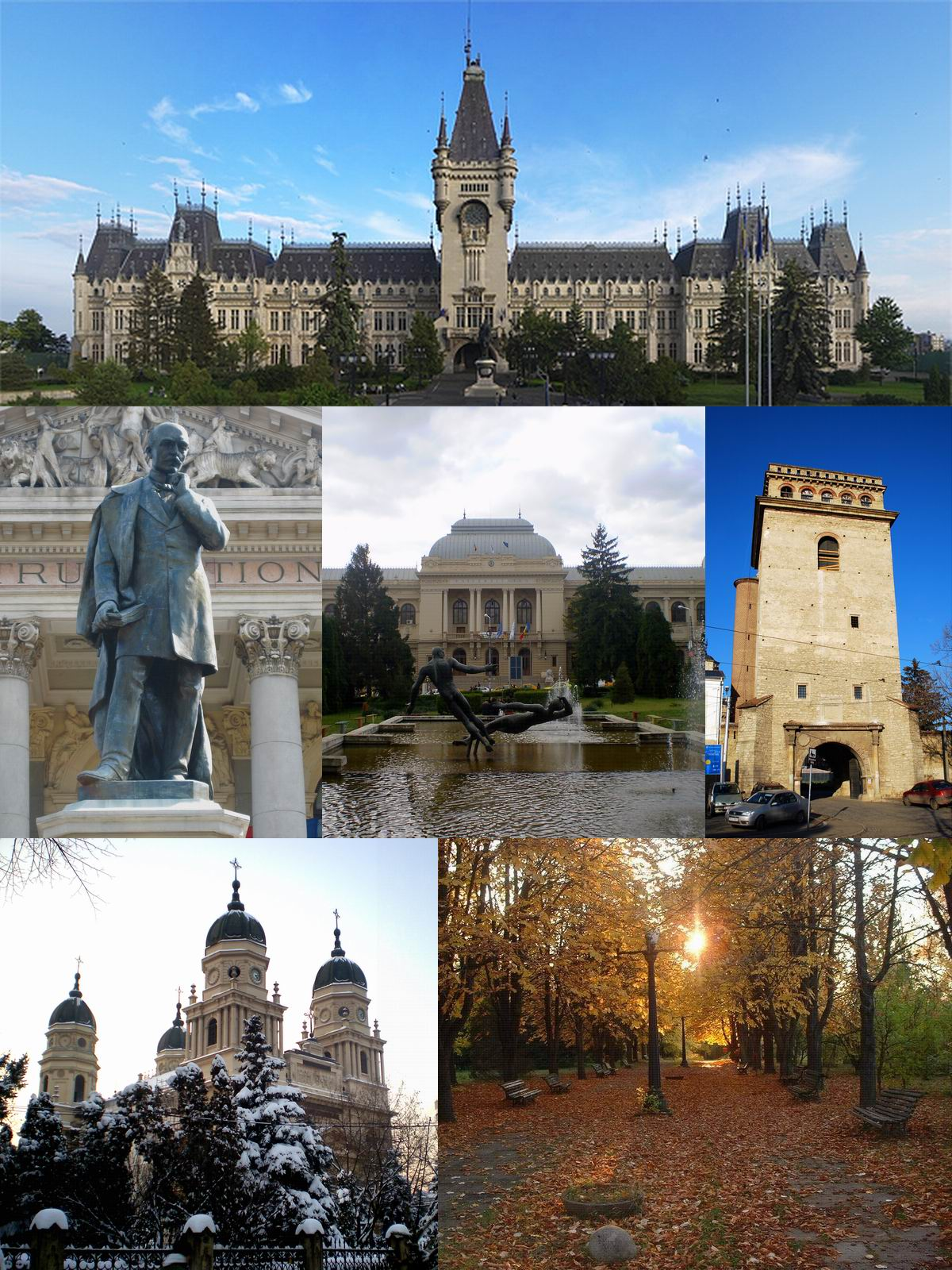
Kollage med bilder från Iași.

Iași (uttalas /jaʃʲ/; äldre svensk stavning: Jassy; ryska: Яссы) är en stad (municipiu) i det historiska landskapet Moldova i nordöstra Rumänien. Staden är belägen vid floden Bahlui, nära gränsen till dagens Moldavien. Den utgör residensstad i länet Iași och hade 290 422 invånare enligt folkräkningen i oktober 2011.

## Historia
Mellan 1564 och 1859 var Iași huvudstad i furstendömet Moldova, från 1859 till 1862 de facto-huvudstad i Rumänien tillsammans med Bukarest och under första världskriget temporär huvudstad. 1792 slöts freden mellan Kejsardömet Ryssland och Osmanska riket i Iași, och 1860 grundades stadens universitet. 1930 hade staden 102.595 invånare varav 35,465 (34,4% av befolkningen) var judar.
Fem dagar före Rumäniens inträde i andra världskriget, initierade premiärminister Ion Antonescu, biträdd av stadens myndigheter, pogromen i Iași 27-29 juni 1941 mot rumänska medborgare av judiskt ursprung. Enligt uppgifter från rumänska myndigheter, mördades under dess tre dagar, inräknat dem som dödades ombord på "dödstransporterna" med tåg 13 266 judar. Pogromen var ett av de mest omfattande övergreppen av detta slag i världen. Offrens gemensamhetsgrav på stadens judiska gravplats är en bestående påminnelse om denna massaker.
I maj 1944 var Iași skådeplats för bittra strider mellan rumänska-tyska styrkor och den avancerande sovjetiska Röda armén. Den tyska elitdivisionen Großdeutschland stod bakom en defensiv seger vid slaget vid staden Târgu Frumos, belägen nära Iaşi. Röda armén intog slutligen Iași i juli 1944.

## Vänorter
- Poitiers, Frankrike
- Xi'an, Kina
- Monterrey, Mexiko
- Padua, Italien
- Isfahan, Iran
- Ramle, Israel
- Kozani, Grekland
- Asyut, Egypten